# Класическа чума по свинете
Класическа чума по свинете (КЧС) (на английски: Classical swine fever (CSF), hog cholera; на немски: Schweinepest) е високопатогенна контагиозна болест, от която боледуват домашните и дивите свине, а в България и свинете от породата източно-балканска свиня.
Заболяването се причинява от РНК вирус. Характеризира се с треска, диария, засягане на дихателната система. Проявява се с висока смъртност обикновено при отбитите прасета, чести са и случаите на оздравяване. Поддава се на лечение, но поради икономически щети, които нанася то, не е целесъобразно.

## Етиология
Вируси от семейство Flaviviridae, род Pestivirus